# Dworek Czarnohorski w Worochcie
Dworek Czarnohorski PTT w Worochcie – nieistniejące już schronisko turystyczne, położone w miejscowości Worochta w Czarnohorze. Powstało w 1895 roku, a jego właścicielem był Oddział Czarnohorski Towarzystwa Tatrzańskiego z siedzibą w Kołomyi, który zakupił teren wraz z oficyną i stajnią. Schronisko rozbudowano w 1897 roku. Podczas I wojny światowej w budynku stacjonowały wojska rosyjskie, które zniszczyły jego wyposażenie.
Po zakończeniu wojny w Dworku przeprowadzono remont oraz dokonano odwodnienia terenu i pogłębienia studni. Na zakup sprzętu do schroniska Centrala Krajowa dla Gospodarczej Odbudowy Galicji  udzieliła bezzwrotnej subwencji w wysokości 5000 koron, natomiast ze strony starostwa w Nadwórnej uzyskano zezwolenie na wyszynk piwa i napojów alkoholowych.

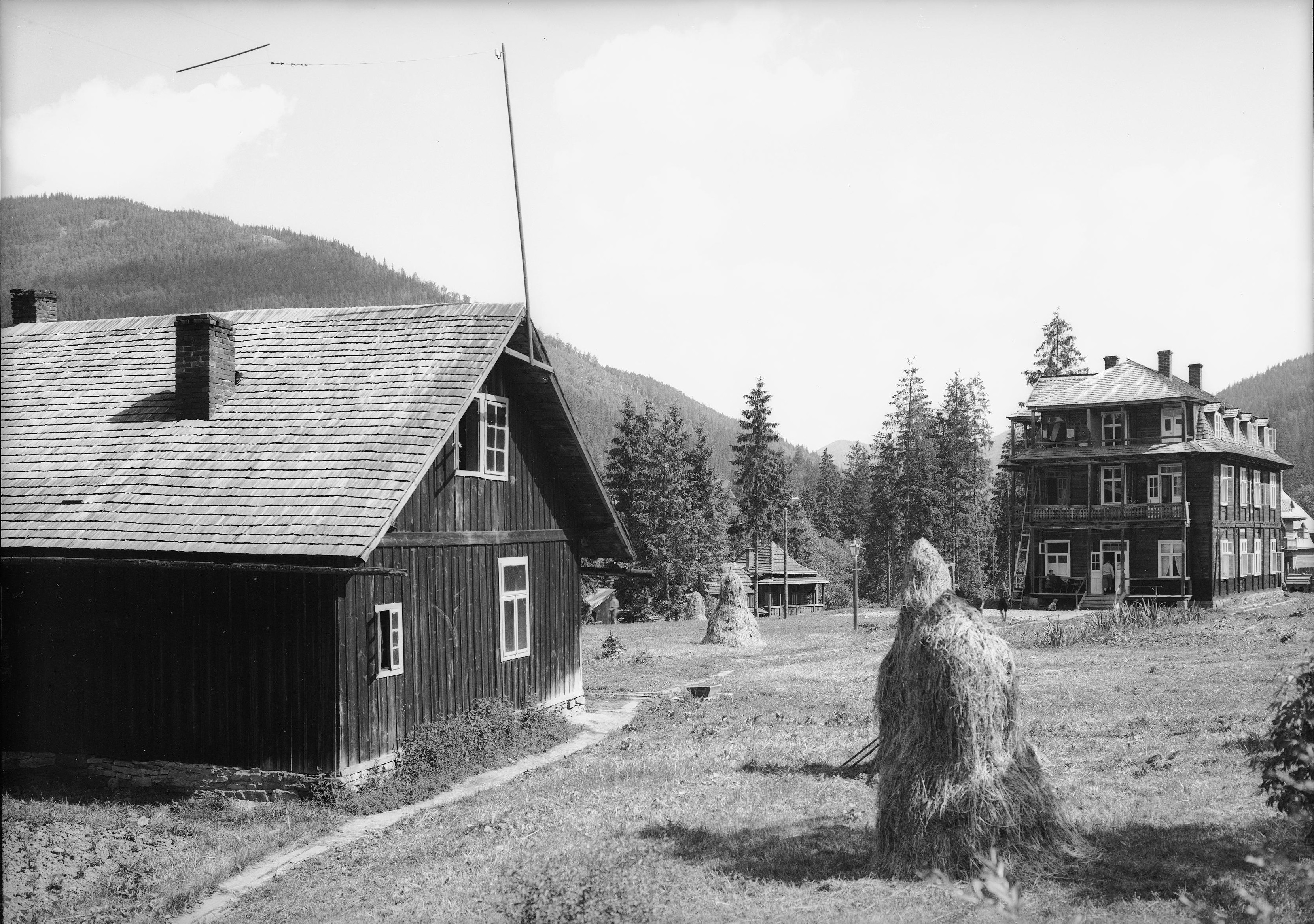
Stary i nowy Dworek (1933)

W latach 1925–1928 roku za kwotę ok. 50 000 złotych wybudowano nowy budynek Dworku. Dwupiętrowy obiekt mógł teraz pomieścić 94 osoby w 18 pokojach i sali zbiorowej, posiadał również restaurację, kuchnię turystyczną, suszarnię i narciarnię. Oba budynki wspominał prof. Antoni Wrzosek, pisząc: "Stary dworek to długi parterowy budynek z kilkoma ponurymi salami, a nowy, piętrowy z poddaszem jest rodzajem pensjonatu gdzie dla członka PTT byłby najtańszym dłuższy pobyt w Worochcie.".
W okresie przedwojennym schronisko było popularne i bardzo chętnie odwiedzane. Wśród zarządzających nim byli: Maria z Manugiewiczów Petrowiczowa (Ormianka, babka Tadeusza Pietrowicza - działacza Fundacji Kultury i Dziedzictwa Ormian Polskich oraz autora książek o myślistwie) oraz rotmistrz Zygmunt Kawalerowicz, oficer 6 Pułku Ułanów Kaniowskich. W 1934 roku obradowała tu Międzyoddziałowa Komisja Wschodnio-Beskidzka PTT.

## Szlaki turystyczne (1935)[6]
- na Chomiak (1544 m n.p.m.) przez Błotek i Seredną (1004 m n.p.m.)
- na Kiczerę (1248 m n.p.m.) i dalej na Kukul (1540 m n.p.m.)
- na Przełęcz Tatarską (Jabłonicką) (931 m n.p.m.) przez Seredną i Jabłonicę
- na Przełęcz Tatarską przez Perechrest i Poharek (958 m n.p.m.)
- na Magurę (1270 m n.p.m.)
- na Worochteński (1325 m n.p.m.) przez Rebrowacz (1292 m n.p.m.) lub Doszczenkę (1022 m n.p.m.)
- na Munczełyk (1300 m n.p.m.) przez Worochteński, Kityłówkę (1383 m n.p.m.) i Hordje 91478 m n.p.m.)